# Dây rốn
Trong nhau thai động vật có vú, dây rốn là một ống dẫn nối phôi thai đang phát triển hoặc thai nhi với nhau thai. Trong quá trình phát triển trước khi sinh, dây rốn là bộ phận sinh lý và di truyền của thai nhi và (ở người) thường chứa hai động mạch (động mạch dây rốn) và một tĩnh mạch (tĩnh mạch dây rốn), được chôn trong gelatin Wharton. Tĩnh mạch rốn cung cấp cho thai nhi máu giàu oxy, giàu chất dinh dưỡng từ nhau thai. Ngược lại, tim thai bơm oxy thấp chứa máu, máu cạn kiệt chất dinh dưỡng qua các động mạch rốn trở lại nhau thai.

## Cơ cấu và phát triển

Siêu âm qua âm đạo của một phôi thai ở tuổi thai 8 tuần và 3 ngày. Phôi được bao quanh bởi các màng mỏng của túi ối, dây rốn được nhìn thấy ở trung tâm, gắn phôi vào nhau thai.

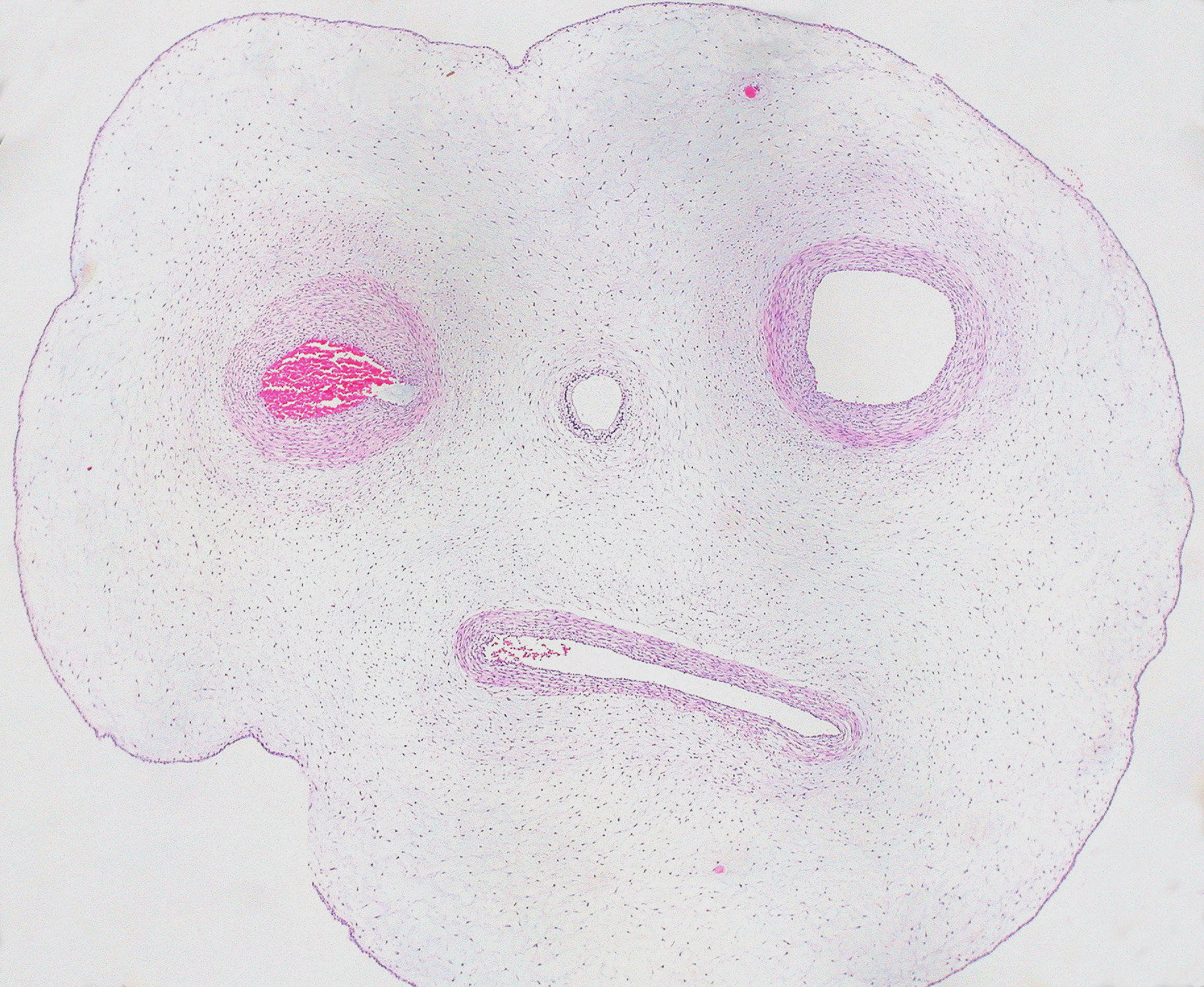
Mặt cắt ngang của dây rốn. Trên cùng bên phải và trên cùng bên trái: động mạch rốn, dưới cùng: tĩnh mạch rốn, giữa: tàn dư của allantois.

Dây rốn phát triển từ và chứa tàn dư của túi noãn hoàng và allantois. Nó hình thành vào tuần thứ năm của quá trình phát triển, thay thế túi noãn hoàng làm nguồn dinh dưỡng cho phôi. Dây rốn không được kết nối trực tiếp với hệ thống tuần hoàn của người mẹ, mà thay vào đó kết hợp với nhau thai, giúp chuyển các vật liệu đến và từ máu mẹ mà không cho phép trộn trực tiếp. Chiều dài của dây rốn xấp xỉ bằng chiều dài đỉnh đầu của thai nhi trong suốt thai kỳ. Dây rốn ở trẻ sơ sinh đủ tháng thường dài khoảng 50 cm (20 in) và khoảng 2 cm (0,75 in) đường kính. Đường kính này giảm nhanh chóng trong nhau thai. Động mạch dây rốn có hai lớp chính: một lớp ngoài bao gồm các tế bào cơ trơn được sắp xếp theo vòng tròn và một lớp bên trong cho thấy các tế bào được sắp xếp khá bất thường và lỏng lẻo được nhúng trong chất nền metacromatic phong phú. Các tế bào cơ trơn của lớp được phân biệt khá kém, chỉ chứa một vài sợi cơ nhỏ và do đó không có khả năng đóng góp tích cực vào quá trình đóng tử cung sau sinh.
Dây rốn chứa gelatin của Wharton, một chất gelatin được làm chủ yếu từ mucopolysacarit giúp bảo vệ các mạch máu bên trong. Nó chứa một tĩnh mạch, mang máu giàu oxy, giàu chất dinh dưỡng cho thai nhi và hai động mạch mang máu bị khử oxy, mất chất dinh dưỡng. Thỉnh thoảng, chỉ có hai mạch (một tĩnh mạch và một động mạch) có mặt trong dây rốn. Điều này đôi khi liên quan đến bất thường của thai nhi, nhưng nó cũng có thể xảy ra mà không có vấn đề đi kèm.
Thật là bất thường khi tĩnh mạch mang máu oxy và động mạch mang máu khử oxy (ví dụ khác là tĩnh mạch phổi và động mạch, nối phổi với tim). Tuy nhiên, quy ước đặt tên này phản ánh thực tế rằng tĩnh mạch rốn mang máu đến tim của thai nhi, trong khi các động mạch rốn mang máu đi.
Lưu lượng máu qua dây rốn là khoảng 35 ml/phút sau 20 tuần và 240 ml/phút sau 40 tuần tuổi thai. Thích nghi với trọng lượng của thai nhi, điều này tương ứng với 115 ml/phút/kg sau 20 tuần và 64 ml/phút/ kg sau 40 tuần.